# Ivanovice (Brno)
Ivanovice (niem. Eiwanowitz) – historyczna gmina, dzielnica i gmina katastralna, a od 24 listopada 1990 pod nazwą Brno-Ivanovice również część miasta w północnej części Brna, o powierzchni 244,61 ha. 